# Witalij Ponomariow
Witalij Jurijowycz Ponomariow, ukr. Віталій Юрійович Пономарьов (ur. 7 grudnia 1973) – ukraiński piłkarz, który występował na pozycji pomocnika oraz trener i sędzia piłkarski. Obecnie prowadzi Ruch Lwów.

## Kariera piłkarska
W 1995 roku rozpoczął karierę piłkarską w składzie klubu LAZ Lwów. Rozegrał  tylko 5 meczów, po czym zakończył zawodową karierę piłkarza.

## Kariera sędziowska
Po zakończeniu kariery zawodniczej rozpoczął karierę sędziowską w meczach lokalnych rozgrywek piłkarskich. W latach 2002–2010 pełnił funkcję sędziego liniowego w meczach Mistrzostw Ukrainy. Jako asystent sędziego od 2002 sędziował w 32 meczach Pierwszej Ligi, a od 2006 do 2010 w 61 meczach Premier-lihi. Pracował jako asystent FIFA na meczach Ligi Europy w zespole sędziowskim kierowanym przez Andrija Szandora.

## Kariera trenerska
Po otrzymaniu propozycji pracy w szkole sportowej Karpaty Lwów zaczął szkolić młodzież, pracując z rocznikiem 2004. W 2016 stał na czele FK Mikołajów, który występował w mistrzostwach obwodu lwowskiego. W 2017 roku poprowadził klub do mistrzostwa obwodu, został finalistą pucharu obwodu, ponadto zdobył superpuchar obwodu lwowskiego. W 2018 roku został brązowym medalistą mistrzostw obwodu i finalistą pucharu obwodu. W 2019 roku zdobył wicemistrzostwo i puchar obwodu. W 2018 roku równolegle został powołany do prowadzenia kadry reprezentującej obwód lwowski, składającej się głównie z zawodników Mikołajowa. Zdobył Puchar Regionów UAF, co pozwoliło drużynie wziąć udział w międzynarodowym Pucharze Regionów UEFA, gdzie zajęła drugie miejsce w swojej grupie.
Od lata 2020 prowadził młodzieżową drużynę lwowskiego Ruchu U-19, z którą w sezonie 2020/21 zajął 4.miejsce w młodzieżowych mistrzostwach Ukrainy, a w kolejnym sezonie 2021/22 został mistrzem Ukrainy w swojej kategorii wiekowej. Następnie dołączył do sztabu trenerskiego Leanida Kuczuka w głównym zespole równolegle z pracą z młodzieżą. Ponadto pod jego przywództwem w sezonie 2022/23 zespół U-19 dotarł do 1/8 finału Ligi Młodzieżowej UEFA. Po zwolnieniu Kuczuka 22 marca 2023 roku został mianowany na stanowisko głównego trenera klubu.

## Sukcesy i odznaczenia

### Sukcesy trenerskie
FK Mikołajów
- Mistrzostwa obwodu lwowskiego
  - mistrz (1x): 2017
  - wicemistrz (2x): 2019, 2020
  - 3.miejsce (1x): 2018

- Puchar obwodu lwowskiego:
  - zwycięzca (1x): 2019
  - finalista (2x): 2017, 2018

- Superpuchar obwodu lwowskiego:
  - zwycięzca (1x): 2017

Reprezentacja obwodu lwowskiego
- Puchar Regionów UAF:
  - zwycięzca (1x): 2018

Ruch Lwów U-19
- Młodzieżowe Mistrzostwa Ukrainy U-19:
  - mistrz (1x): 2021/22